# Żywioł: Deepwater Horizon
Żywioł: Deepwater Horizon (ang. Deepwater Horizon) – amerykański film katastroficzny z 2016 roku wyreżyserowany przez Petera Berga według scenariusza Matthew Sanda i Matthew Michaela Carnahana. Skrypt powstał w oparciu o artykuł Deepwater Horizon’s Final Hours autorstwa Davida Barstowa, Davida Rohde’a i Stephanie Saul opublikowany w „The New York Times” 25 grudnia 2010 roku i opisujący eksplozję platformy wiertniczej Deepwater Horizon.
Okres zdjęciowy rozpoczął się 27 kwietnia 2015 roku w Nowym Orelanie. Światowa premiera filmu miała miejsca podczas Międzynarodowego Festiwalu Filmowego w Toronto w 2016 roku. Film spotkał się z pozytywnym przyjęciem ze strony krytyków, a zyski z jego światowej dystrybucji wyniosły 118 mln dolarów amerykańskich.

## Fabuła
10 kwietnia 2010 roku na położoną u wybrzeży Luizjany platformę wiertniczą Deepwater Horizon przybywa ekipa, w tym m.in. inżynier Michael „Mike” Williams i nadzorujący operację James „Jimmy” Harrell, która na zlecenie koncernu BP ma dokonać odwiertów. Na miejscu dowiadują się, że z polecania przedstawiciela koncernu BP, Donalda Vidrine’a, platformę opuścili pracownicy, którzy mieli dokonać testów ciśnieniowych i sprawdzić stabilność cementu użytego do stworzenia studni. Podczas gdy Mike przygotowuje pracowników do odwiertu, Harrell naciska na przedstawicieli BP, żeby wykonać niezbędne testy, co dodatkowo nadwyręża nieprawidłowo wykonaną konstrukcję. Vidrine, nie czekając na potwierdzenie wyników przez Harrella, nakazuje otworzyć studnię i rozpocząć odwiert, co doprowadza do uwolnienia się palnych gazów i eksplozji.

## Obsada
- Mark Wahlberg jako Mike Williams
- Kurt Russell jako Jimmy „Jimmy” Harrell
- John Malkovich jako Donald Vidrine
- Gina Rodriguez jako Andrea Fleytas
- Dylan O’Brien jako Caleb Holloway
- Kate Hudson jako Felicia Williams
- Ethan Suplee jako Jason Anderson
- Brad Leland jako Robert Kaluza
- Joe Chrest jako David Sims
- James DuMont jako Patrick O’Bryan
- Dave Maldonado jako kapitan Curt Kutcha
- Douglas M. Griffin jako Alwin Landry
- Juston Street jako Anthony Gervasio

## Odbiór
Film spotkał się w większości z pozytywnym przyjęciem ze strony krytyków. W agregatorze recenzji Rotten Tomatoes średnia ocen wynosi 7/10 na podstawie 215 recenzji, z czego 83% krytyków uznało film za „świeże”. W agregatorze Metacritic średnia ocen wynosi 68/100 na podstawie 52 recenzji. W serwisie CinemaScore, bazującym na recenzjach użytkowników, Żywioł: Deepwater Horizon otrzymał ocenę A-.

## Nagrody
- Teen Choice Awards 2016: Najbardziej oczekiwany aktor – Dylan O’Brien
- People's Choice Award 2016: Najlepszy film dramatyczny (nominacja)